# Бислама
Бислама (bislama) — креольский язык на преимущественно английской основе (см. чёрный английский). Один из официальных языков Вануату, язык межнационального общения примерно для 200 тыс. жителей Вануату (более ста народов). Количество говорящих на бислама как на родном языке — 6200 чел., в основном в столице Порт-Вила и в городе Люганвиле.

## История
Бислама восходит к пиджину бичламар, варианту так называемого «меланезийского английского» (Melanesian English, или Melanesian pidgin), поэтому он понятен для говорящих на ток-писин (Папуа — Новая Гвинея), пиджине Соломоновых островов (Pijin) и креольском языке Торресова пролива (Torres Strait Creole).
Возникновение языка относится ко времени «охоты на чёрных дроздов» (1870—1880-е гг.), когда тысячи жителей Океании, в т. ч. Новых Гебрид, были вывезены для работы на плантациях Квинсленда (Австралия) и островов Фиджи. Название языка (первоначально Biche-la-mar) происходит от фр. bêche de mer — морской огурец, промыслом которого занимались жители Новых Гебрид.
В Вануату бичламар стал распространяться с начала XX века, по мере возвращения «чёрных дроздов» на родину. На его основе и сложился современный бислама. Сейчас это самый распространённый язык в стране; на нём издаются газеты, ведётся радиовещание. Несмотря на то, что язык был провозглашён официальным, он долго оставался нестандартизованным: первый словарь языка бислама вышел только в 1995 году.

## Лингвистическая характеристика
Более 95 % лексики восходит к английскому языку; слов французского происхождения — несколько десятков. Многие слова, обозначающие местные реалии, заимствованы из меланезийских языков. В сфере морфологии и синтаксиса влияние местных языков более значительно.

### Глаголы
Глаголы в бисламе не спрягаются.

### Существительные
Множественное число образуется с помощью слова ol (все) перед существительным:

dog — собака. Ol dog — собаки.
После числительных употребляется форма единственного числа: 

2 dog, 3 dog.

### Предлоги
Два наиболее часто употребляемых предлога — long и blong, заменяющие почти все остальные.
Long как «рядом», «недалеко»:

Stoa long haos. — Магазин рядом с домом.
Long как «в»:

Jea long haos. — Стул в доме.
Mi stap long stoa. — Я в магазине.
Mi bin stap long ples ia bifo. — Я был здесь (в этом месте) раньше.
Long употребляется также во многих сходных значениях.
Blong происходит от английского belong («принадлежать») и играет роль предлога родительного падежа. Может выражать принадлежность, страну происхождения, отличительную характеристику и пр.:

buk blong mi — моя книга (книга, которая принадлежит мне)
man blong Amerika. — человек из Америки, американец
hemi woman blong saiens — она человек науки (она учёный)
man blong dring — «человек питья», пьяница
Ripablik blong Vanuatu — Республика Вануату.